# Gaspar Becerra
Pour les articles homonymes, voir Becerra.
Gaspar Becerra, né à Baeza en 1520 et mort à Madrid le 23 janvier 1568, est un peintre, dessinateur, sculpteur et architecte espagnol.

## Biographie
Il part très jeune étudier en Italie et devient élève de Michel-Ange qui l'emploie plusieurs années aux travaux de Saint-Pierre-de-Rome. Vasari réclame son aide pour décorer les salles de la Chancellerie romaine et une Nativité de sa main fut mise en face d'un tableau de Daniele da Volterra, représentant le même sujet. En 1554, il dessine les planches de l'ouvrage d'anatomie du docteur Valverde. Il eut notamment comme élève Miguel Barroso.
Revenu en Espagne, Philippe II le nomme peintre et sculpteur de la cour (1562-1563). Il travaille alors à l'Alcazar de Madrid et au Palais du Prado.
Il reçoit une part de l'héritage de Michel-Ange d'une valeur actuelle de 300 000$[réf. nécessaire].